# Genco Gulan
Genco Gulan (ur. 13 stycznia 1969 w Stambule) - artysta współczesny i teoretyk, wykładowca. Mieszka i pracuje w Stambule. 
W swojej twórczości skupia się na wzajemnych oddziaływaniach kultury oraz społeczeństwa poprzez nowe media, sztuce performance'u oraz instalacjach. Studiował nauki polityczne oraz sztukę na Uniwersytecie Bogazci, tytuł magistra uzyskał w nowojorskiej New School. Dzieła Gulana wystawiane były w Pera Museum, Museu de Arte Moderna do Rio de Janeiro, Centre for Art and Media Karlsruhe, Triennale di Milano, International Roaming Biennial w Teheranie oraz w paryskim Centrum Pompidou. Wśród jego autorskich wernisaży znajdują się wystawy w Gallery Artist Berlin, Muzeum Rzeźby i Malarstwa w Ankarze, oraz seulskiej Artda Gallery. Jest laureatem nagród przyznawanych przez BP, Lions Club, a ostatnio był nominowany do finału nagrody Sovereign Art Foundation (2011). Obecnie wykłada na Mimar Sinan Acadamy oraz Uniwersytecie Bogazci.